# Скіпо-кліть
Скіпо-кліть (рос. скипо-клеть, англ. skip-cage; нім. Kübel-Fördergestell n, Fördergefäss n mit anhängbaren Mannschaftswagen m) — комбінована підйомна посудина для транспортування корисних копалин і породи з горизонтів шахт на поверхню, а також для спуску й підйому людей та допоміжних матеріалів по вертикальних стовбурах. Скіп розташований над кліттю з метою зменшення висоти копра. Підйом у режимі скіпового працює при незавантаженій кліті, а в режимі клітьового — при незавантаженому скіпі. Власна маса скіпо-кліті 2…3 т, вантажопідйомність 2…4 т. Обмежено застосовується на невеликих шахтах, при проходженні вертикальних стволів глибиною понад 1000 м. На південноафриканських шахтах суміщення функцій скіпового й клітьового підйомів здійснюється механізованою зміною посудин.